# German (Isola di Man)
German è una parrocchia dell'Isola di Man situata nello sheading di Glenfaba con 1.024 abitanti (censimento 2011).
È ubicato nella parte occidentale dell'isola e il suo territorio è prevalentemente collinare.
Il centro principale è Peel che dal punto di vista amministrativo risulta però indipendente dalla parrocchia.